# Claino con Osteno
Claino con Osteno är en kommun i provinsen Como i regionen Lombardiet i Italien. Kommunen hade 550 invånare (2018).